# Igor Gomes (ur. 2001)
Igor Gomes Silva (ur. 6 marca 2001 w Barra Mansa) – brazylijski piłkarz występujący na pozycji środkowego lub prawego obrońcy, od 2022 roku zawodnik Internacionalu.